# Божурово (Разградская область)
Божурово (болг. Божурово) — село в Болгарии. Находится в Разградской области, входит в общину Кубрат. Население составляет 417 человек.

## Политическая ситуация
В местном кметстве Божурово, в состав которого входит Божурово, должность кмета (старосты) исполняет Юджел Алимов Юсеинов (Движение за права и свободы (ДПС)) по результатам выборов.
Кмет (мэр) общины Кубрат — Ремзи  Халилов Юсеинов Движение за права и свободы (ДПС)) по результатам выборов.